# Айталы, Амангельды Абдрахманович
Амангельды Абдрахманович Айталы (10 сентября 1939, Володарский район, Астраханский округ, Сталинградская область — 21 декабря 2022) — казахстанский учёный-философ, общественный деятель, доктор философских наук, профессор. Кавалер орденов «Барыс» 2 степени (2021), 3 степени (2015), «Парасат» (2001) и «Знак Почёта» (1986).
Депутат Мажилиса Парламента Республики Казахстан ІІ и ІІІ созывов (1999—2007).

## Биография
Родился 10 сентября 1939 в Володарском районе Сталинградской области.
В 1964 году окончил Гурьевский государственный педагогический институт, в 1967 году аспирантуру Казахского государственного университета.
С 1968 по 1995 год — преподаватель, заведующий кафедрой, доцент, декан, проректор Актюбинского педагогического института.
С 1995 по 1996 год — проректор негосударственного института «Дуние».
С 1996 по 1997 год — заместитель акима Актюбинской области, заведующий кафедрой философии и культурологии Актюбинского университета им. Х. Жубанова.
С 1999 по 2007 год — депутат Мажилиса Парламента Республики Казахстан ІІ и ІІІ созывов от избирательного округа № 12 Актюбинской области, член депутатской группы Парламента Республики Казахстан «Ауыл», член депутатской фракции общественного объединения «Аграрно-Индустриальный Союз Трудящихся (АИСТ)».
Умер 21 декабря 2022 года.

## Научные, литературные труды
Автор более 100 научных публикации, 3 научных труда: «Социализм и интернациональное воспитание масс» Изд. «Казахстан» 1979 г.; Ұлттану. Учебное пособие. Арыс, Ұлт мұраты: депутат көзқарасы. Елорда, 2003 г.

## Награды и звания
- Почётная грамота Верховного Совета Казахской ССР
- 1986 — Орден «Знак Почёта»
- 2001 — Орден «Парасат»[2]
- 2009 — Нагрудной знак «За вклад в развитие науки РК» МОН РК
- 2015 — Орден «Барыс» ІІІ степени[3][4][5]
- 2021 (2 декабря) — Орден «Барыс» ІІ степени — за значительный вклад в отечественную науку и активность в общественно-политической жизни.;[6]
- Медали Республики Казахстана
- Почётный работник образования Республики Казахстан
- Отличник образования Республики Казахстан
- Почетный гражданин города Актобе
- 2019 — Звание «Почётный гражданин Актюбинской области»[7]